# Gebhard Schwermer
Gebhard Schwermer (* 27. September 1930 in Arnsberg; † 19. September 2007 in Konstanz) war ein deutscher Künstler und Gymnasiallehrer.

## Leben
Nach dem Abitur studierte Gebhard Schwermer von 1951 bis 1955 Kunst an der Kunstakademie Düsseldorf, anschließend von 1955 bis 1957 Geschichte an der Westfälischen Wilhelms-Universität in Münster. Von 1957 bis 1992 unterrichtete er Kunst und Geschichte an Gymnasien in Rheydt, Düsseldorf und Hilden.
1959 erhielt Schwermer den August-Macke-Preis des Kurkölnischen Sauerlandes. Seit 1973 lebte er in Haan im Rheinland. Neben seiner Tätigkeit an den Schulen setzte er seine eigene künstlerische Arbeit unermüdlich fort, dabei schuf er Ölgemälde, Aquarelle, Zeichnungen und Radierungen. An dem Helmholtz-Gymnasium Hilden, dem Gymnasium, an welchem er zuletzt unterrichtete, wird nun jährlich der „Schwermerpreis“ ausgetragen, ein Kunstwettbewerb für Schüler, bei dem es neben Geldpreise auch Werke von Schwermer zu gewinnen gibt.

## Einzelausstellungen
- 1963  Duisburg, Galerie Intergroup
- 1967  Aachen, Grenzlandtheater Aachen
- 1970  Solingen, Take Five
- 1971  Meerbusch, Galerie Ilverich
- 1972  Frechen, Haus Bitz; Düsseldorf, Galerie Tondorf
- 1973  Essen, Forums; Solingen, Galerie Alfermann
- 1974  Ratingen, Turm Galerie; Solingen, Galerie Alfermann
- 1975  Offenbach, Theater; Xanten, Galerie Hinskes-Kocea; Solingen, Junge Galerie
- 1976  Köln, Galerie Axiom; Düsseldorf, Haus-Galerie Schröder
- 1979 Hagen-Berchum, Galerie 1740
- 1980 Wuppertal, Galerie W1 Enno Hungerland
- 1981 Haan-Gruiten, Galerie im Steingaden
- 1982 Düsseldorf, Galerie Walther
- 1983 Herne, Städt. Galerie im Strünkede Arnsberg, Sauerland-Museum
- 1984  Marburg, Galerie in der Hofstatt; Duisburg, Galerie im Wasserviertel
- 1985  Moers, Zentralbibliothek; Dorsten, Volkshochschule Maria-Lindenhof; Xanten, Kunstkreis Xanten im Regionalmuseum
- 1986  Düsseldorf, Galerie Walther; Wesel, Galerie Lipski; Neuss, Galerie Kowallik; Bocholt, Städt. Galerie im Rathaus
- 1987  Haan, Galerie Sombers
- 1988  Lippstadt, Galerie Trost
- 1989  Essen, Forum
- 1990  Düsseldorf, Galerie Walther
- 2008  Schloss Cappenberg